# Парадокс пьяницы
Парадокс пьяницы — утверждение, которое гласит, что в любом питейном заведении существует по крайней мере один такой человек, который если пьёт, то пьют все. Это утверждение, сформулированное в формальной логике, оказывается верным. Парадокс был описан американским математиком Рэймондом Смаллианом в книге «Как же называется эта книга».

## Суть парадокса
Допустим, утверждение, что в кабаке пьют все, истинно. Выделим среди всех, кто пьёт в кабаке, какого-то одного человека. Назовём его Джоном. Тогда верно утверждение, что если пьют все, то пьёт и Джон. И наоборот, если пьёт Джон, то пьют все.
Предположим теперь, что наше утверждение ложно. Тогда в кабаке существует по крайней мере один человек, который не пьёт. Назовем его, опять же, Джоном. Поскольку неверно, что Джон пьёт, то верно, что если он пьёт, то пьют все. То есть опять получается, что если Джон пьёт, то пьют все.
Последнее умозаключение основано на том допущении классической логики, что из ложного утверждения следует всё что угодно. То есть, если утверждение, что Джон пьёт ложно, а также если следующее из него утверждение, что все остальные посетители кабака пьют тоже ложно, то всё условное утверждение считается в классической логике истинным.
Аналогичная натянутость доводов есть и в первом умозаключении. А именно, если верно, что если в кабаке пьют все, то пьёт и Джон, то не обязательно верно, что если пьёт Джон, то пьют не все. Если заранее не известно, что в кабаке пьют все, тогда то, что вместе с Джоном пьют все, нужно оговаривать (проверять) специально. В классической логике такие нюансы не принимаются во внимание (принцип исключения среднего), поэтому в ней при обращении истинного условного утверждения также получается истинное утверждение.
В данном случае мы имеем дело с вариантом парадоксов импликации, возникающих из-за того, что классическая логика абстрагируется от смыслового содержания высказываний. Такие парадоксы решаются в релевантной логике, в которой имеются средства, учитывающие то содержание высказываний, от которого абстрагируется классическая логика и неучёт которого ведет к парадоксам.